# Varanger samiske museum
Varanger samiske museum, på nordsamiska Várjjat Sámi Musea, är ett samiskt museum i Varangerbotn i Nesseby kommun i Øst-Finnmark i Norge. 
Varanger samiske museum dokumenterar och förmedlar den sjösamiska kulturhistorien i Varanger, samisk förhistoria och samisk samtid. Museet bildades 1983 och har sedan 2012 varit en del av  Tana og Varanger museumssiida. 
Museets huvudbyggnad uppfördes 1994 och är byggd efter traditionellt samiskt byggsätt och gjord i samklang med omliggande landskap. Huvudbyggnaden innehåller basutställningen Sjøsamene och barnrummet Stállobiedju (Stallos hälsning), samt tillfälliga utställningar av olika slag. I museet finns också kafé, museibutik och turistinformation, samt ett område utomhus med bland annat fågelskådarhydda och lekplats. Museet fungerar också som lokalt kulturhus i Varangerbotn.
Museet förvaltar också Mortensnes kulturminneområde (nordsamiska: Ceavccageađge) på norra sidan av Varangerfjorden, omkring 20 kilometer från Varangerbotn. Detta som omfattar en kulturstig med samiska husgrunder, gravar och offerplatser samt en informationsbyggnad. Området har varit bebyggt under 10.000 år.